# پاتریک بوسولینی
پاتریک بوسولینی (فرانسوی: Patrick Busolini‎؛ زادهٔ ۱۴ نوامبر ۱۹۵۴) دوچرخه‌سوار اهل فرانسه است.